# Острів (Ніжинський район)
О́стрів — село в Україні, у Бахмацькій міській громаді Ніжинського району Чернігівської області

## Географія
Розташоване на захід від села Бахмач, на відстані 7 кілометрів. Назва походить від того, що з усіх боків був оточений водою. Біля села розташований гідрологічний заказник — «Довге».

## Історія
Хутір належав переважно І. Мазепі, а в 1708 році передано у власність казни, тому називалося «казенним» селом. З відновленням Гетьманщини в 1750 році частину орної землі в урочищі Острів було передано графу К. Розумовському.
Жителі Острова жили в селі Городище, а Острів був як господарство. Там були сараї для тварин, водяні млини, валуша для виробництва сукна і ніби була ґуральня, а обслуговували це господарство городищенські селяни. 
З 1861 року це господарство поступово нищилося, а землі невеликими шматками були викуплені городищенськими селянами. 
У 1914 році з Городища в Острів переселився Шкавро Федір Іванович, а за ним ще декілька сімей. В 1918 році в Острові вже було 9 дворів. Ці землі належали Городищу до 1928 року, а в 1928 році були приєднані до села Бахмач. В 1929 році в Острові була збудована школа на дві кімнати, у якій навчалося 50 дітей. В 1957-1958 навчальному році в школі було 2 класи-комплекти, у яких навчалося 45 дітей. 
В 1958 році в хуторі налічувалося 57 дворів, переважна більшість з них вихідці із села Городище. 
У 1930 році в Острові був створений колгосп під назвою «Червоний Пролетарий». Взимку 1932 року колгосп був приєднаний до колгоспу села Часниківка «Червоний городок». В 1958 році села Острів і Часниківка складали 5-ту бригаду колгоспу «Прогрес». Нині село Часниківка підпорядкована Городищенській сільській раді. 
Населення села на 2001 рік становило 37 жителів.
12 червня 2020 року, відповідно до розпорядження Кабінету Міністрів України № 730-р «Про визначення адміністративних центрів та затвердження територій територіальних громад Чернігівської області», увійшло до складу Бахмацької міської громади.
19 липня 2020 року, в результаті адміністративно-територіальної реформи та ліквідації Бахмацького району, село увійшло до складу Ніжинського району Чернігівської області.